# トヨタグループ
トヨタグループ（英: Toyota Group）は、愛知県豊田市に本社を置くトヨタ自動車を中核とする日本最大の企業グループである。
豊田自動織機（愛知県刈谷市）が源流で、現在はそこから分社したトヨタ自動車が中核となっている。同社と資本関係や技術提携のあるトヨタグループ主要企業、ならびに豊田自動織機やトヨタ自動車から分社化した事業会社、機能会社を指す。またトヨタ自動車のサプライヤーや系列企業などの意味で称されることもある。

## グループ会社
トヨタ自動車やその母体となった豊田自動織機が出資、設立した805社の企業により構成される。トヨタ自動車の発展と共に形成されたグループゆえ、自動車関連の事業を行う企業が多い。トヨタグループの部品サプライヤーにはデンソーやアイシンなど、技術力が評価され、トヨタグループ以外の自動車メーカーにも部品供給をしている企業も多い。それら企業力のあるグループ企業の中には、事業規模の拡大に伴う関連会社の設立により独自の企業グループも構成するようになっている。デンソー、アイシン、豊田通商などがそれら企業に該当する。また、豊田自動織機をはじめ、デンソー、アイシン、トヨタ紡織、トヨタ車体、ジェイテクトなど、愛知県刈谷市に本社を構えるトヨタグループの会社が多く、各社は同市および豊田市などの西三河に多数の工場や営業拠点などを構えている。豊田通商やトヨタ不動産は尾張地方の名古屋市に本社を置く。

### トヨタグループ13社
- 株式会社豊田自動織機（とよたじどうしょっき）（1926年11月設立。2001年の社名変更前は「豊田自動織機製作所」。1987年までは、「豊田」の読みを「とよだ」としていた。）
豊田佐吉が創業、トヨタグループの本家・源流である。また、トヨタ自動車をはじめとしたグループ各社の大株主でもある。
- トヨタ自動車株式会社（1933年9月開設、1937年8月設立）
豊田喜一郎を中心として1933年に豊田自動織機製作所に開設された自動車部が起源である。1937年に豊田自動織機から分離したのに伴い、当時の自動車製造事業法による許可会社の権利を、豊田自動織機から移譲された。
- 株式会社ジェイテクト（1921年1月設立）
トヨタ自動車工業から1941年に工作機械を作る「工機部」を分離した豊田工機と、ベアリングのメーカーとして1921年に創業した光洋精工が起源（2006年に合併）。
- 愛知製鋼株式会社（1940年3月設立）
自動車用特殊鋼の研究開発を目的として1934年に豊田自動織機製作所に開設された製鋼部が起源。
- トヨタ車体株式会社（1945年8月設立）
トラックボディの専門メーカーとしてトヨタ自動車工業から分離。今現在、トヨタ自動車の完全子会社である。
- トヨタ自動車東日本株式会社（1946年4月設立）
SUBARUや日産自動車の源流でもあり、戦後解体された中島飛行機のエンジニアが創業。1950年に、関東自動車工業としてトヨタ車専門のボディメーカーとなる。2012年7月1日にセントラル自動車・トヨタ自動車東北を吸収合併し、現社名に。東北経済連合会副会長輩出企業。
- 豊田通商株式会社（1948年7月設立）
1936年に豊田自動織機製作所が中心となり、トヨタ車の販売に対する金融業務を目的に「トヨタ金融株式会社」を設立。42年、「豐田産業株式会社」に社名変更し、トヨタ系各社の証券保有業務を兼ねる。48年、企業再建整備計画を完了し、豐田産業株式会社の商事部門を継承して「日新通商株式会社」を設立、56年から現社名になる（読みは1987年まで「とよだ」）。その後、2000年に加商を、次いで2006年にトーメンを吸収合併した。現在、7大総合商社第6位。日本貿易会副会長輩出企業。
- 株式会社アイシン（1949年6月に「愛知工業」として設立）
トヨタ自動車工業が、1943年に設立した「東海飛行機」（愛知工業の前身）が起源。その後、1945年設立の「新川工業」と1965年に合併し、現社名となった。
- 豊田合成（とよだごうせい）株式会社（1949年6月設立）
戦時体制の企業整備令により1943年にトヨタ自動車工業の「ゴム部門」が独立した「国華工業株式会社」の名古屋工場を経て、「名古屋ゴム株式会社」として1949年に創業（1973年より現社名に変更）。現在トヨタグループ主要13社の中で唯一、「豊田」の読みを「とよだ」としている（その他「とよだ」の読みを使用している企業に豊田鉄工株式会社がある）
- 株式会社デンソー（1949年12月設立）
カーエアコンおよび自動車電装品のメーカー。トヨタ自動車工業の「電装部」から、「日本電装」として分社（1996年より現社名に変更）。
- トヨタ紡織株式会社（1950年5月設立）
豊田佐吉によって1918年に設立された豊田紡織は豊田自動織機製作所の源流でもあったが、中央紡績設立に伴い1942年に解散、その中央紡績も1943年にトヨタ自動車工業に吸収合併された。1950年にトヨタ自動車工業の紡織部が民成紡績として分離独立、1967年に豊田紡織に社名変更、2000年に豊田化工を吸収合併、2004年にアラコ（1946年創業）の内装事業部門とタカニチ（1960年創業）を吸収合併、同時にトヨタ紡織に社名変更。
- トヨタ不動産株式会社（1953年8月設立）
非上場会社であり外部から株式を買い占められるリスクが低いことから、トヨタグループへの敵対的買収に対する防衛策としてトヨタグループの持株会社的な機能も担っている。
- 株式会社豊田中央研究所（1960年11月設立）
自動車関連技術の研究を目的として、トヨタグループの共同出資で創立。

### トヨタグループ16社（+3社）
上記13社にトヨタ自動車の傘下（連結子会社）である国内自動車メーカー2社および住宅メーカー1社を含めた企業グループ。
- ダイハツ工業株式会社（1907年3月設立）
企業としては日本でもっとも歴史の長い自動車メーカー。1930年に試作型オート三輪のダイハツ號（翌年に量産化）で自動車業界に参入、主に軽自動車、小型自動車を主軸製品としてきた。1967年にトヨタ自動車と業務提携、1998年に同社の子会社、2016年に同社の完全子会社となる。
- 日野自動車株式会社（1910年創業、1942年5月設立）
いすゞ自動車の前身でもあるヂーゼル自動車工業より東京瓦斯電気工業（略称・瓦斯電）の系統である日野製造所が分離して発足、太平洋戦争後は大型バス・トラックなど重車両を主として生産。
1966年にトヨタ自動車と業務提携し、トヨタ・ハイラックスの開発を受託、1968年以降ハイラックス、パブリカバン、カリーナバン、ハイラックスサーフ/4ランナー、FJクルーザーなどを受託生産、2001年に同社の子会社となる。トヨタの持株比率50.1%（2015年3月現在）。
- トヨタホーム株式会社（2003年4月設立）
一代一事業という豊田家のモットーに則り、1975年に豊田章一郞の発案で始められたトヨタ自動車の住宅部門を分社化したもの。2010年10月1日をもって完全分社化。

### トヨタグループ17社（+4社）
上記16社にトヨタ自動車の直轄工場と同列の国内生産子会社1社を含めた企業グループ。2018年5月現在。トヨタ自動車、豊田自動織機、豊田通商、トヨタ車体などグループ各企業のHPにおける関連企業、トヨタグループ紹介のページではここまで（自社を加えた全17社）である。
- トヨタ自動車九州株式会社 - 1992年創業、トヨタ自動車100%出資のボデーメーカー。九州経済連合会副会長輩出企業。

### トヨタグループ18社（+5社）
トヨタ自動車の直轄工場と同列の国内生産子会社1社を含めた企業グループ。
- トヨタ自動車北海道株式会社 - 1992年創業、トヨタ自動車100%出資の部品サプライヤ。北海道経済連合会副会長輩出企業。

下記企業も2012年6月までは含まれており、「トヨタグループ19社」であった。
- トヨタ自動車東北株式会社 - 1998年創業、トヨタ自動車100%出資の部品サプライヤ。2012年7月1日付でトヨタ自動車東日本（旧：関東自動車工業）に吸収合併され、現在は同社宮城大和工場として稼働している。

## トヨタ自動車のその他のグループ会社・関連企業・関連団体
トヨタ自動車の関連企業（トヨタ自動車グループ）、トヨタ自動車と縁が深い企業など。

### 自動車製造関連会社
- トヨタカスタマイジング&ディベロップメント - トヨタテクノクラフト、ジェータックス、トヨタモデリスタインターナショナルが合併した、トヨタ自動車の完全子会社。特装車、チューニングパーツ、レーシングカーの開発・生産。
- トヨタテクニカルディベロップメント（TTDC）- トヨタ自動車100%出資の知的財産および計測制御領域の専門企業。
- トヨタ モーター タイランド（TMT）
- トヨタ・モーター・マニュファクチャリング・インディアナ
- トヨタ・モーター・マニュファクチャリング・カナダ
- アルゼンチントヨタ
- トヨタ・モーター・マニュファクチャリング・チェコ
- トヨタ・モーター・マニュファクチャリング・ロシア
- NUMMI
- シンテックホズミ - トヨタ自動車70%保有の子会社。
- 曙ブレーキ工業 - トヨタ自動車を筆頭株主としている。主に自動車のブレーキを生産。独・ボッシュとも関係あり。
- 愛三工業 - トヨタ自動車を筆頭株主としている。
- フタバ産業 - トヨタ自動車を筆頭株主としている。
- トヨタバッテリー -  トヨタ自動車の完全子会社。電気自動車系バッテリーを開発・製造。
- 大豊工業 - トヨタ自動車を筆頭株主としている。
- 豊田鉄工 - トヨタ自動車を筆頭株主としている。豊田合成と同じく、トヨタグループ内では数少ない「豊田」の読みを「とよだ」としている会社。
- 東海理化電機製作所 - トヨタ自動車を筆頭株主としている。2005年日本国際博覧会では上記15社以外で唯一、トヨタグループとして出展参加していた。
- トリニティ工業 - トヨタ自動車を筆頭株主としている。
- 共和レザー - トヨタ自動車を筆頭株主としている。徳島県鳴門市には買収子会社であるナンカイテクナートがある。
- 中央精機 - トヨタ自動車を筆頭株主としている。トヨタ自動車の52％保有の連結子会社。
- 小糸製作所 - トヨタ自動車を筆頭株主としている。敵対的買収の末、大口取引先であるトヨタと正式に資本業務提携。
- 中央発條 - トヨタ自動車を筆頭株主としている。
- ファインシンター - トヨタ自動車を筆頭株主としている。
- ソーシン　- 日野自動車の連結子会社。
- ヤマハ発動機 - 株式交換で、2014年（平成27年）現在で同社の発行した株の3.58%を保有している。
  - ヤマハ - レクサスを含めた一部車種の内装と、レクサス・LFAのエンジンサウンドを手掛ける[注 2]。
- 浜松ホトニクス - 2018年（平成30年）現在で同社の発行した株の5.01%を保有している。
- 太平洋工業 - 平成27年3月決算で売上げ37%がトヨタ自動車であるが、前年度の43.6%から比率を下げている。3%以上保有の大株主一覧にトヨタグループはない。
- EV C.A. Spirit - トヨタ自動車、マツダ、デンソーの3社により設立された電気自動車に関する技術開発を行う合弁会社。2020年6月末解散[2]。
- テクノアートリサーチ[3]
- 豊臣機工[4]
- 協豊製作所[5]
- FTS[6]
- 三栄工業[7]
- キャタラー[8]
- 青山製作所[9]
- 大橋鉄工[10]
- プライム プラネット エナジー&ソリューションズ

### 金融関連企業
- トヨタファイナンシャルサービス（TFS）（金融持株会社） - トヨタ自動車の100%出資会社。37か国以上で自動車販売金融サービス等を展開する金融統括会社。
- トヨタファイナンス（TFC）- トヨタファイナンシャルサービスの100%出資会社。トヨタグループにおける金融サービスの中核会社である。TS CUBICカードを発行している。
- KINTO - トヨタファイナンシャルサービス子会社の自動車サブスクリプション事業会社。

### 情報通信・ITS関連企業
- トヨタシステムズ（TS）- グローバルトヨタ、およびトヨタグループのIT中核会社。
- トヨタコネクティッド（TC）- トヨタのコネクティッド分野の戦略事業会社。
- Toyota Research Institute（TRI）- 人工知能、自動運転、ロボティクス等の研究所。
- ウーブン・バイ・トヨタ - 自動運転技術の先行開発分野での技術開発会社。
- トヨタマップマスター（TMI）- 地図制作会社、モビリティ情報基盤プロバイダー。
- トヨタ・コニック - トヨタ自動車66%、電通グループ34%出資の中間持株会社。
  - トヨタ・コニック・プロ - 旧社名：南北社→デルフィス。トヨタグループのハウスエージェンシー。2020年12月まではトヨタ自動車の完全子会社だった。

### 海外統括管理会社
- トヨタ モーター ノース アメリカ（TMNA,TMA）- 北米統括事業体。
- 米国トヨタ自動車販売（TMS）- アメリカ合衆国における販売統括会社。
- トヨタ モーター エンジニアリング アンド マニュファクチャリング ノース アメリカ（TEMA）- アメリカ合衆国における生産統括会社。
- トヨタ モーター ヨーロッパ（TME）- 欧州事業統括会社。本社ブリュッセル。
- 豊田汽車（中国）投資有限公司（TMCI）- 中国での販売など。
- 天津一汽トヨタ自動車（TFTM）- 一汽トヨタ系統括事業体。
- 広汽トヨタ自動車（GTMC）
- トヨタ モーター アジア パシフィック（TMAP-MS）- 東南アジア諸国連合諸国担当。本社シンガポール。
- トヨタ ダイハツ エンジニアリング アンド マニュファクチャリング（TDEM）- アジア・新興国向け。本社タイ王国サムットプラーカーン県。

### その他の関連企業
- トヨタツーリストインターナショナル[11] - トヨタ自動車、トヨタ系企業の業務出張、団体旅行を取り扱う旅行会社。
- トヨタアカウンティングサービス（TASC）- トヨタファイナンシャルサービス子会社からトヨタ自動車子会社へ。
- トヨタアメニティ - レジャー施設「フォレスタヒルズ」の運営（2022年3月末閉館）[12]、翌2023年1月11日付で法人解散[13]。
- トヨタエナジーソリューションズ - マイクロガスタービンに関する事業とエネルギーマネジメント事業を展開。
- トヨタエンタプライズ - トヨタ博物館・トヨタ産業技術記念館などのミュージアム運営、トヨタ自動車主要工場・オフィスの警備・受付・清掃業務、人材派遣など。トヨタ自動車の100%出資子会社。
- トヨタオートモールクリエイト - トヨタ自動車100%出資会社で、ショッピングセンターの管理・運営事業を行う不動産会社。
- トヨタパーソナルサポート[14] - トヨタ自動車の人事厚生業務、従業員送迎バス業務など。
- トヨタプロダクションエンジニアリング（TPEC）- 2007年4月にBPAとMTAが合併してTPECとなる。
- トヨタモビリティ東京（TMT）- 東京エリアのトヨタ販売店、全国唯一の直営。
- トヨタモビリティサービス - カーリース等のフリート事業、および東京23区・多摩東部地区のトヨタレンタリース事業。
- トヨタモビリティパーツ（TMP）- タクティーと全国33の部品共販店を吸収合併し設立。自動車用部品およびカー用品の卸売とカー用品店「ジェームス（jms）」を展開。
- トヨタユーゼック[15] - トヨタオートオークション会場の運営。
- トヨタルーフガーデン
- トヨタループス[16] - 特例子会社。トヨタ自動車のカタログ印刷・メール便による発送など。
- トヨタ輸送 - トヨタ自動車とATグループによる合弁会社。
- 愛知陸運 - トヨタ自動車を筆頭株主とする物流会社。
- トヨフジ海運 - トヨタ自動車とフジトランスコーポレーション、トヨタ輸送による合弁会社。
- 朝日航洋 - 2000年代にセゾングループから株式肩代わり、野村ホールディングスらとともに共同買収。
- アドマテックス
- オージェイティー・ソリューションズ
- カーテックフジ
- 蒲郡海洋開発（ラグーナ蒲郡、現・ラグーナテンボス） - 2015年ごろにトヨタグループらが株式放出、長崎のテーマパーク運営企業・ハウステンボスが買収。
- 国際経済研究所 - トヨタ九段ビルに所在する、歴代理事長・副理事長に、高級官僚出身者が名を連ねる研究所（株式会社）。
- トヨタコンポン研究所 - トヨタ産業技術記念館内に所在し、豊田家出身者が歴代代表取締役はじめ役員に名を連ねる研究所（株式会社）。
- トピックス[17] - 豊田通商、トヨタ自動車による合弁会社で、生産物流情報システムを開発。
- 長崎サンセットマリーナ
- 富士スピードウェイ - 静岡県駿東郡小山町にあるサーキット。
- ライフクリエイション
- 中央紙器工業 - 愛知県清須市に本社を置く段ボールメーカー。2025年3月にニッコンホールディングスがTOBにより子会社化[18]。ただし、トヨタ自動車の持株比率については24.16%を維持するとしている[18]。
- アムラックストヨタ

### 関連団体
- 日本経済団体連合会 - トヨタ本体から会長や副会長を輩出。
- 日本自動車工業会 - トヨタ本体から持ち回りで会長を担当。
- 自動車公正取引協議会 - トヨタ本体から持ち回りで会長を担当。
- 自動車技術会 - トヨタ本体から持ち回りで会長を担当。
- 中部経済連合会 - 過去に豊田自動織機から会長を輩出。
- 名古屋商工会議所 - グループから副会頭を輩出。
- 愛知県 - 副知事にトヨタ出身者が就任。
- 豊田市 - 人事
- トヨタ財団
- トヨタ生活協同組合（メグリア）
- 中部エレクトロニクス振興会
- 豊田市国際交流協会

### プロスポーツチーム
- 名古屋グランパスエイト（Jリーグ）- トヨタ自動車サッカー部が前身のプロサッカークラブ。通称、名古屋グランパス。1991年のJリーグ発足時におけるオリジナル10の一つ。運営会社は株式会社名古屋グランパスエイト。
- アルバルク東京（B.LEAGUE）- トヨタ自動車男子バスケットボール部が前身のプロバスケットボールクラブ。三井物産フォーサイトとの共同出資により、トヨタアルバルク東京株式会社が運営している。
- シーホース三河（B.LEAGUE）
- ファイティングイーグルス名古屋（B.LEAGUE）

### 教育関係
学校教育法
- 学校法人トヨタ学園
  - 豊田工業大学
- 学校法人海陽学園
  - 海陽中等教育学校
- 学校法人トヨタ東京整備学園
  - トヨタ東京自動車大学校
- 学校法人トヨタ名古屋整備学園
  - トヨタ名古屋自動車大学校
- 学校法人トヨタ神戸整備学園
  - トヨタ神戸自動車大学校

職業能力開発促進法
- トヨタ工業学園

自動車教習所
- 株式会社トヨタ東京教育センター
  - トヨタドライビングスクール東京
  - トヨタドライビングスクール群馬
- 株式会社トヨタ名古屋教育センター
  - 中部日本自動車学校

## トヨタグループ主要企業のグループ会社

### 豊田自動織機グループ
- ALSO（アドバンスト・ロジスティックス・ソリューションズ） - 豊田自動織機100％出資子会社。物流センターの企画・設計・建設業務、物流情報の収集・分析、改善業務、商品運送取り扱いおよび保管指示、配送委託管理業務。
- 豊田自動織機ITソリューションズ（TIIS）- 豊田自動織機100%出資の情報子会社。
- サンスタッフ - 豊田自動織機100%出資の総合人材サービス会社。

### デンソーグループ
- デンソーウェーブ - ロボット、バーコードリーダなどを設計・製造。QRコードの機能開発を手がけたことで世界的に広く知られ、特許・商標権を有する。
- デンソーエレクトロニクス - 自動車部品系の専業メーカーで、現在は主にブザーなどの車両用電子部品・装置類を生産。
- TDモバイル - 豊田通商とデンソーによる合弁会社。携帯電話の販売事業会社。
- デンソークリエイト - 車載組込ソフト専門の研究・先行開発会社。
- デンソーテクノ - 車載システム製品の設計・開発会社。
- デンソーテン - 旧富士通テン。カーナビゲーションシステム、カーオーディオ等の製造販売。2017年11月に子会社化。
- デンソーエスアイ - 生産・物流を中心とした情報システム会社。

### アイシングループ
- アドヴィックス - アイシン精機（現・アイシン）、デンソー、住友電工、トヨタ自動車のブレーキ部門を統合し、2001年（平成13年）に設立。
- アイシンシロキ - 旧シロキ工業。自動車用シートなどを製造。元東急グループの自動車部品事業が母体となり、のちトヨタ自動車が支援。
- アート金属工業 - エンジン用ピストンを製造。2017年に連結子会社化。
- アイシン・インフォテックス（AIX）- アイシングループのIT機能会社
- アイシンコムクルーズ - 制御ソフトウェア開発会社
- シーホース三河（B.LEAGUE） - アイシン精機（現・アイシン）バスケットボール部が前身のプロバスケットボールクラブ。アイシンおよび主要グループ11社が出資している「シーホース三河株式会社」が運営している。

### 豊田通商グループ
- 豊通テック - 豊田通商100%出資の子会社。2018年4月1日付でトキワエンジニアリングが豊通テクノを吸収合併し商号変更。
- 豊通マシナリー - 豊田通商100%出資の機械専門商社。
- ネクスティ エレクトロニクス - 豊田通商100%出資の半導体商社。前身の一つである豊通エレクトロニクスが、2004年9月にトヨタ自動車とともに一般社団法人 JASPARを設立。
- 豊田通商システムズ - 豊田通商100%出資のトヨタグループ向けICT事業会社。
- 豊通シスコム - 豊田通商100%出資の豊田通商グループ向けICT事業会社。
- 豊田スチールセンター - 豊田通商とトヨタ自動車による合弁会社。
- ファイティングイーグルス名古屋（B.LEAGUE）- 豊田通商バスケットボール部が前身のプロバスケットボールクラブ。通称、FE名古屋。運営会社は豊通ファイティングイーグルス株式会社である。

### プライム ライフ テクノロジーズグループ
- プライム ライフ テクノロジーズ
- トヨタホーム
- トヨタすまいるライフ
- トヨタウッドユーホーム
- ミサワホーム
- クレストホームズ
- トヨタT&S建設
- パナソニック ホームズ
- パナソニック建設エンジニアリング
- 松村組

### ダイハツ工業グループ
- ダイハツ九州 - ダイハツ工業の100%出資子会社。ダイハツ・トヨタブランドの軽自動車の生産。1960年、群馬県前橋市に設立。旧称・ダイハツ車体。2004年に大分県中津市へ移転し、2006年に現社名へ変更。

### トヨタ車体グループ
- 岐阜車体工業 - トヨタ車体の100%出資子会社。ハイエース、コースターの生産。

### 日野自動車グループ
- ソーシン - 日野自動車の100%出資子会社。トラック・バスの部品を生産。
- トランテックス - 日野自動車の100%出資子会社。トラックの架装。
- ジェイ・バス - 日野自動車といすゞ自動車による合弁会社。バスの生産。

## トヨタ自動車の主な関係企業・外縁企業

### 自動車メーカー
- SUBARU - トヨタ自動車の持分法適用会社。次項「航空機メーカー」を参照。

### 航空機メーカー
- SUBARU - 前身は中島飛行機で旧社名は富士重工業。社内に航空宇宙カンパニーを持ち、日本の航空宇宙業界で第三位。1999年より資本・業務提携をしていた米GMが株式放出、2005年よりトヨタ自動車が筆頭株主となり、2019年に持分法適用会社となる。比率20%。
- 三菱航空機 - 出資比率20%。

### 自動車関連サプライヤー
トヨタ自動車のサプライヤーを（広義の）「トヨタグループ」と称することもある。
- 協豊会 - 部品サプライヤーの任意団体
- 栄豊会 - 設備・物流サプライヤーの任意団体

### 情報通信・ITS関係
- KDDI - 電気通信事業者。京セラ系列でもある。旧日本移動通信（IDO）および旧日本高速通信（Teleway）からの系譜で新KDD時代に一時、持分会社化。
- 名古屋テレビ放送（メ〜テレ）- テレビ朝日系列局。トヨタが筆頭株主ということもあり、社用車のほとんどがトヨタもしくはダイハツ製であり、中継車も子会社である日野製が多い（ただしいすゞ製もある）。
- エフエムとよた（RADIO LOVEAT） - コミュニティFM
- ひまわりネットワーク
- ミュージックバード
- ZIP-FM
- 中部日本放送[19] - TBS系列局で中日新聞社系列。トヨタも主要株主である。
- 日本緊急通報サービス
- タス - 不動産情報提供会社。トヨタ自動車株式会社・豊田通商株式会社（Ｔ）、朝日航洋株式会社（Ａ）、株式会社三友システムアプレイザル（Ｓ）の4社により設立。
- ラティス・テクノロジー - 軽量3Dフォーマット「XVL」の開発会社。

### 金融関係
- 三井住友トラスト・ホールディングス（旧：中央三井トラスト・ホールディングス ← 三井トラスト・ホールディングス）
- 東海東京フィナンシャル・ホールディングス
  - 東海東京証券
- MS&ADインシュアランスグループホールディングス（旧：三井住友海上グループホールディングス）
  - あいおいニッセイ同和損害保険（旧：千代田火災海上保険→あいおい損害保険）

### 鉄道関係
- 愛知環状鉄道
- 愛知高速交通（リニモ）
- 東海旅客鉄道（JR東海）

### 自動車販売
- ATグループ
  - 愛知トヨタ自動車
  - 愛知スズキ販売 - スズキ車の販売
  - トヨタ情報システム愛知（TISA）- ATグループの情報システム専門会社
- NTPホールディングス
  - NTP名古屋トヨペット
  - トヨタレンタリース名古屋
- ウエインズトヨタ神奈川
  - ネッツトヨタ静岡
  - トヨタレンタリース横浜
  - ウエインズ・オートグループ - カナダ・トロント地区のディーラー
  - 横浜ビー・コルセアーズ - 神奈川県横浜市をホームタウンとするプロバスケットボールクラブ。2011年にbjリーグに参入し、2012-13年シーズンには優勝を果たす。2016年にはBリーグに参入し、現在に至る。2022年7月にクラブの株式の過半数を取得し、ウエインズグループ傘下となる[20][21]。運営会社も株式会社横浜ビー・コルセアーズである。
- トヨタ勝又グループ
  - 勝又自動車（グループの持株会社）
  - 千葉トヨペット
  - トヨタカローラ千葉
  - トヨタカローラ新埼玉
  - ネッツトヨタ東都
  - ネッツトヨタ埼玉
  - トヨタレンタリース千葉
  - 勝又自動車学校
  - ブルーマックス

### イベント関係
- 株式会社ナゴヤドーム[注 3]

### その他
- 豊栄交通 - 旅客自動車輸送事業者。トヨタグループとの資本関係はない。

## トヨタグループの関連団体
- トヨタ産業技術記念館
  - トヨタグループ13社による繊維機械と自動車の企業博物館。
- トヨタ博物館
  - トヨタ自動車運営であるが、トヨタ車以外の自動車や外国車も展示。
- トヨタ鞍ヶ池記念館
  - トヨタ車生産台数累計1000万台を達成を記念して開設された博物館。
- トヨタ記念病院
- 医療法人豊田会 - 医療法人の運営は、刈谷市・高浜市とトヨタグループ8社（豊田自動織機・愛知製鋼・ジェイテクト・トヨタ車体・豊田通商・デンソー・アイシン・トヨタ紡織）による[22]。
  - 刈谷豊田総合病院
  - 高浜豊田病院

旧高浜市立病院。高浜市から民間移譲され刈谷豊田総合病院の分院となったのち名称を変更。
- 聖光寺
  - 交通安全祈願等を目的にトヨタグループを施主として建立された寺院。

## 豊田綱領
豊田利三郎、豊田喜一郎らが豊田佐吉の遺訓としてまとめたトヨタグループ憲章。1935年10月30日（豊田佐吉の6周忌）に制定。
- 上下一致、至誠業務ニ服シ産業報國ノ實ヲ擧グベシ
- 研究ト創造ニ心ヲ致シ常ニ時流ニ先ンズベシ
- 華美ヲ戒メ質實剛健タルベシ
- 温情友愛ノ精神ヲ發揮シ家庭的美風ヲ作興スベシ
- 神佛ヲ尊崇シ報恩感謝ノ生活ヲ爲スベシ

## 三大財閥（三菱・三井・住友）グループとの関係
グループの中核企業であるトヨタ自動車は財務体質がきわめて優良であり（内部留保している資金が10兆円近くあるとされており、「トヨタ銀行」と揶揄されたこともある）、トヨタグループは三大財閥（三菱・三井・住友）グループやメガバンク系グループとは一線を画する独立系の企業集団と見られている。
しかしそのトヨタ自動車（以下、本項では1950年から1982年までのトヨタ自動車工業・トヨタ自動車販売の両社も含めて「トヨタ」と総称する）は1949年のドッジ・ラインの影響で経営危機に見舞われるが、その際、当時の三井グループの帝国銀行・愛知県地盤の東海銀行を中心とする銀行24行による協調融資団が結成された。この流れから、現在は三井住友銀行と三菱UFJ銀行がメインバンクとなっている。

### 三井住友銀行との関係
しかし、帝国銀行・東海銀行とともに、当時のメインバンクの一つだった住友グループの大阪銀行（のちの住友銀行、現・三井住友銀行）から融資を断られ、貸出金の回収に走り取引を打ち切った。結局、日本銀行の斡旋による銀行団の融資を受けている。ちなみに、当時のトヨタとの取引銀行は都銀・地銀含め25行あったが、純粋に取引を断絶したのは住友銀行のみである。
このとき、三井グループの帝国銀行（のちの三井銀行→太陽神戸三井銀行→さくら銀行、現三井住友銀行。以下同）が日銀の要請に応じ、トヨタは三井グループを構成する二木会（グループ企業の社長会）・三井業際研究所（二木会直轄のシンクタンク）・綱町三井倶楽部（グループ企業の部課長クラス以上を会員とする社交クラブ）に加盟する（経営危機以前から豊田家と三井家は縁戚関係であった）。また三井銀行から派遣された中川不器男がのちにトヨタの4代目社長に就任している。1997年に三井グループのさくら銀行（旧帝国銀行→三井銀行→太陽神戸三井銀行、現三井住友銀行）の経営不安説が流れた際は、トヨタに増資を要請する事態にまで陥った。いくらトヨタが優良企業で、かつて帝国銀行に経営危機を救ってもらったからとは言え、メーカーが銀行の救済をするというのは異例の事態であった。
また三井グループの商社の三井物産と親密で、トヨタの海外法人の設立に関与している。また「B.LEAGUE」所属で、トヨタの男子バスケットボール部を母体とするプロクラブ「アルバルク東京」の運営会社には、三井物産の子会社である三井物産フォーサイトも出資している。
反面、住友グループの大阪銀行の融資拒否の件（住友銀行の記事参照）以来、トヨタは住友グループとも関わりを一切断っていた（住友金属（のちの新日鉄住金→現・日本製鉄）・住友電工を除く）。事実、1965年においてプリンス自動車工業が経営危機に陥った際、トヨタは住友銀行から持ちかけられた合併提案を拒んでいる。その後、1966年にプリンス自動車工業はトヨタのライバル会社である日産自動車に合併された。
そして、2001年4月1日に住友銀行とさくら銀行が合併し、「三井住友銀行」が発足した際には、トヨタに対しかなりの根回しがなされた。商法の手続き上、住友銀行が存続会社となるためである。こうした経緯から合併後も、トヨタグループへの対応は原則として旧三井銀行→太陽神戸三井銀行→さくら銀行系の店舗や人員が行っているとされる。

### 三菱UFJ銀行との関係
一方で、三菱グループの千代田銀行（のちの三菱銀行→東京三菱銀行→三菱東京UFJ銀行、現・三菱UFJ銀行）は再建策には消極的であった。こうして、三菱銀行ならびに三菱グループとは取引解消には至らなかったものの、この事が原因なのか、三菱グループとの関係は悪く、一部の企業を除いて全面的な取引がなされなかった。また三菱銀行とは長らく海外の資金調達や決済など一部の取引や口座に限られた。トヨタグループと三菱グループとの間に全面的なつながりができるのは、1996年に海外事業関係で取引のあった東京銀行（現・三菱UFJ銀行）が三菱銀行に合併されて、「東京三菱銀行」になってからといわれる。
また、三井グループの帝国銀行とともに日銀の要請に応じてトヨタに融資した銀行の中には東海銀行（のちのUFJ銀行、現・三菱UFJ銀行）がある。これは、トヨタ関連の企業の多くは本社のある愛知県を拠点とする東海銀行を長くメインバンクにしていた。この関係から、トヨタはUFJホールディングス（UFJHD）設立時にその大株主となった（なお、ダイハツ工業は、東海銀行と合併してUFJ銀行（現・三菱UFJ銀行）となる三和銀行をメインバンクとしており、三和銀行の大口取引先で構成する「みどり会」のメンバーである。トヨタにとっても、三和銀行は準メインバンクと位置づけられていた）。
もっとも、不良債権問題を背景とする銀行再編成の渦中で、経営困難に陥ったUFJホールディングス（UFJHD）の救済に三井グループ・住友グループの三井住友フィナンシャルグループ（SMFG）と三菱グループの三菱東京フィナンシャル・グループ（MTFG）が名乗りを上げていたが、UFJHDはMTFGとの合併を選んだ。2005年に入り、三菱UFJフィナンシャル・グループ（MUFG) と三菱重工業は相次いで、トヨタグループから社外取締役を迎えている（MUFGには日野自動車元会長の大木島巖（UFJHDから続任）、三菱重工業にはアイシン精機（現・アイシン）元会長の和田明広が取締役として入った。両者は共にトヨタ副社長経験者である）。
現在のトヨタは、三菱重工・三菱航空機の推進するMitsubishi SpaceJet計画に大きく出資している。また、三菱航空機は製造にトヨタ生産方式を採用する方向で検討しており、製造段階でトヨタから指導及び技術支援を得る考えである。

## トヨタグループとは無関係の「豊田」「トヨタ」と名の付く企業
- 豊田商事（大阪府）
  - 詳細は豊田商事事件を参照
- 豊田商事（山口県）
  - 1910年創業、1948年株式会社化の紙製品業者。グループ企業に豊田紙販売・サントヨタの2社が存在する。上記の同名企業とは全く関係ない[23]。
- トヨタオフィス
- トヨタアート - 林家木久扇の本名が、「豊田（とよた）」姓であるため。
- トヨタファシリティーサービス - 東京都豊島区の独立系エレベーターメンテナンス会社。2021年にジャパンエレベーターサービスホールディングス傘下となった後、2023年に同グループのジャパンエレベーターサービス城西に合併されたため現存しない。